# Lambert Redd
Charles Lambert Redd (ur. 18 lutego 1908 w Grafton w stanie Illinois, zm. 27 marca 1986 w Quincy w Illinois) – amerykański lekkoatleta, specjalista skoku w dal, wicemistrz olimpijski z 1932.
W 1932 został akademickim mistrzem Stanów Zjednoczonych (NCAA) w skoku w dal i trójskoku, ustanawiając swe rekordy życiowe, odpowiednio – 7,78 m i 14,71 m. Był wówczas studentem Bradley University.
Na igrzyskach olimpijskich w 1932 w Los Angeles Redd zdobył srebrny medal w skoku w dal, za swym rodakiem Edem Gordonem, który wyprzedził go o 4 centymetry (Gordon – 7,64 m, Redd – 7,60 m).